# Hugo Sanders
Hugo Sanders (* 30. März 1903; † im 20. Jahrhundert) war ein deutscher Berghauptmann des Oberbergamtes Dortmund.

## Leben
Nach seinem Bergbaustudium wurde Hugo Sanders im Jahre 1928 Bergreferendar und 1932 Bergassessor im Bezirk des Oberbergamtes Dortmund. Im Jahr darauf erhielt er eine Beschäftigung bei der Hibernia AG in Herne, kam zur Zeche General Blumenthal in Recklinghausen und nach Berlin zu den Siemens-Schuckertwerken und Siemens & Halske.
1937 kehrte er in das Ruhrgebiet zurück zum Oberbergamt Dortmund, wo er 1939 nach Tätigkeiten in verschiedenen Bergrevieren zum Bergrat ernannt wurde.
1942 war er zunächst als Hilfsarbeiter und 1944 als Oberbergrat am Oberbergamt Dortmund beschäftigt. In dieser Funktion blieb er bis 1956, als er zum Leitenden Oberbergrat ernannt wurde. 1964 wurde Sanders zum Berghauptmann ernannt und blieb bis zu seiner Pensionierung zum 31. März 1968 in dieser Position als Leiter der Behörde. 